# شبکه ناهمگن
در شبکه‌های کامپیوتری ،شبکه ناهمگن (Heterogeneous Network - HetNet) شبکه ای است که کامپیوترها و سایر دستگاه‌هایی را به هم متصل می‌کند که در آن سیستم‌عامل‌ها و پروتکل‌ها تفاوت‌های چشمگیری دارند. یک مثال برای این شبکه ها، شبکه‌های محلی (LAN) هستند که کامپیوترهای شخصی مبتنی بر مایکروسافت ویندوز و لینوکس را به کامپیوتر های مکینتاش متصل می‌کنند، ناهمگن هستند.
اصطلاح شبکه ناهمگن همچنین شبکه های بی سیم را با استفاده از فناوری های دسترسی مختلف توصیف می کند. به عنوان نمونه، شبکه بی سیمی که از طریق یک شبکه محلی بی‌سیم خدماتی را ارائه می دهد و می تواند خدمت رسانی را در هنگام تغییر شبکه به شبکه سلولی نیز حفظ کند، شبکه ناهمگن بی سیم نامیده می شود.

## هت نت (HetNet)
ارجاع به شبکه ناهمگن (هت نت) غالباً نشان دهنده استفاده از چندین نوع گره دسترسی مختلف در یک شبکه بی سیم است. یک شبکه گسترده می‌تواند  ترکیبی از ماکروسل‌ها ، پیکوسل‌ها و فمتوسل‌ها را برای ارائه پوشش بی‌سیم در یک محیط با طیف گسترده‌ای از مناطق تحت پوشش بکار ببرد، از یک محیط باز گرفته تا ساختمان‌های اداری، منازل و مناطق زیرزمینی. کارشناسان موبایل، یک هت نت را یک شبکه با تعاملات پیچیده میان ماکروسل، سلول کوچک (Small Cell) و در بعضی موارد عناصر شبکه وای فای تعریف می کنند که در کنار هم مورد استفاده قرار می گیرند تا یک پوشش به هم پیوسته و دارای قابلیت انتقال بین عناصر شبکه را فراهم کنند. یک تحقیق از موسسه پژوهشی ARCchart تخمین می‌زند که هت نت هابه هدایت بازار زیرساخت‌های تلفن همراه کمک می‌کند؛ تا جایی که تا سال 2017، در سطح جهان هزینه ای نزدیک به 57 میلیارد دلار را تشکیل دهند. انجمن سلول کوچک (Small Cell Forum)، هت نت را به عنوان "محیط چند-x ها: چند فناوری، چند دامنه، چند طیف، چند اپراتور و چند فروشنده" معنا می کند. هت نت باید بتواند پیکربندی مجدد عملیات خود را به صورت خودکار انجام دهد تا خدمات تضمین شده ای را در کل شبکه ارائه دهد که باکیفیت و به اندازه کافی انعطاف پذیر باشد تا موارد متغیری از جمله نیازهای کاربر، اهداف تجاری و رفتارهای دنبال کننده را برآورده کند.

## معماری هت نت
از لحاظ معماری، هت نت را می توان دربرگیرنده عملکردهای شبکه دسترسی رادیویی (RAN) ماکروی مرسوم، قابلیت انتقال RAN، سلول های کوچک و عملکرد Wi-Fi در نظر گرفت که به طور فزاینده ای در حال مجازی شدن و ارائه به صورت یک محیط عملیاتی هستند که در آن دامنه کنترل شامل منابع مرکز داده مرتبط با محاسبات، شبکه و ذخیره سازی می باشد.
در این چارچوب، عملکرد خود بهینه‌سازی شبکه (self-optimizing network - SON) برای فعال کردن متراکم سازی مرتبه‌ بزرگی شبکه‌ با سلول‌های کوچک ضروری است. خودپیکربندی (plug and play) زمان و هزینه استقرار را کاهش می‌دهد، ولی در مقابل خودبهینه‌سازی تضمین می‌کند که شبکه با تغییر شرایط به‌ طور خودکار خودش را برای رسیدن به حداکثر کارایی تنظیم می‌کند. مواردی مانند تقاضای ترافیک، جابجایی کاربران و ترکیب خدمات، همگی در طول زمان تغییر می‌کنند و شبکه باید سازگار شود تا بتواند سرعت خود را حفظ کند. در نتیجه، این قابلیت‌های افزوده SON باید نیازهای در حال تحول کاربر، اهداف تجاری و رفتارهای مشترک را در نظر بگیرند.
مهمتر از همه، عملکردهای مرتبط با عملیات و مدیریت هت نت، قابلیت SON را در نظر می گیرند که از پیش آماده شده است و ممکن است فقط در یک دامنه یا فناوری هدف قرار گرفته باشد و آن را برای ارائه مدیریت خودکار کیفیت خدمات در کل هت نت گسترش می دهند.

## بی سیم
شبکه ناهمگن بی سیم (Heterogeneous wireless network - HWN) یکی حالت خاص از هت نت است. در حالی که هت نت ممکن است از شبکه ای از کامپیوترها یا دستگاه هایی با قابلیت های متفاوت از نظر سیستم عامل، سخت افزار، پروتکل ها و غیره تشکیل شود، HWN یک شبکه بی سیم است که از دستگاه هایی تشکیل شده است که از فناوری های مختلف دسترسی رادیویی (RAT) استفاده می کنند.
هنوز هم نیاز است که چندین مسئله در شبکه های ناهمگن بی سیم حل شود، از جمله:
- تعیین ظرفیت نظری آنها[۱۳]
- هم‌کنش‌پذیری فناوری[۱۴]
- دست بدست[۱۵]
- تحرک[۱۶]
- کیفیت خدمات / کیفیت تجربه
- تداخل بین RAT ها[۱۷]
- تجمع[۱۸]

یک HWN در مقایسه با یک شبکه بی سیم همگن سنتی چندین مزیت دارد، از جمله: افزایش قابلیت اطمینان، بهبود بازده طیف و افزایش پوشش. قابلیت اطمینان بهبود یافته است؛ زیرا هر زمان که یک RAT بخصوص در HWN از کار بیفتد، با عقب نشینی به RAT دیگر امکان برقراری ارتباط همچنان وجود دارد. بهره وری طیف با استفاده از RATها بهتر شود، که ممکن است کاربران کمی از طریق استفاده از متعادل نمودن بار ترافیکی در سراسر RAT ها داشته باشند و پوشش ممکن است بهبود یابد؛ زیرا RAT های مختلف ممکن است منافذی را در پوشش پر کنند که هر یک از شبکه های منفرد به تنهایی قادر به پر کردن آنها نیست.

## معناشناسی
از دید معناشناختی، توجه به این نکته بسیار مهم است که اصطلاح شبکه ناهمگون می تواند مفاهیم متفاوتی در حوزه مخابرات بی سیم داشته باشد. به عنوان نمونه، این اصطلاح می تواند به پارادایم قابلیت همکاری یکپارچه و قابلیت همکاری همه جانبه بین پروتکل های چند پوششی مختلف (معروف به هت نت) اشاره کند. در غیر این صورت، ممکن است به توزیع فضایی غیریکنواخت کاربران یا گره‌های بی‌سیم (معروف به ناهمگنی فضایی ) اشاره داشته باشد. از این رو استفاده از اصطلاح "شبکه ناهمگن" بدون قرار دادن آن در متن می تواند منجر به سردرگمی در ادبیات علمی و در طول چرخه بررسی همتا شود. در واقع، سردرگمی ممکن است تشدید شود، به ویژه در پرتوی این واقعیت که پارادایم هت نت اغلب از زاویه هندسی نیز تحقیق می شود.